# ストランド・マガジン

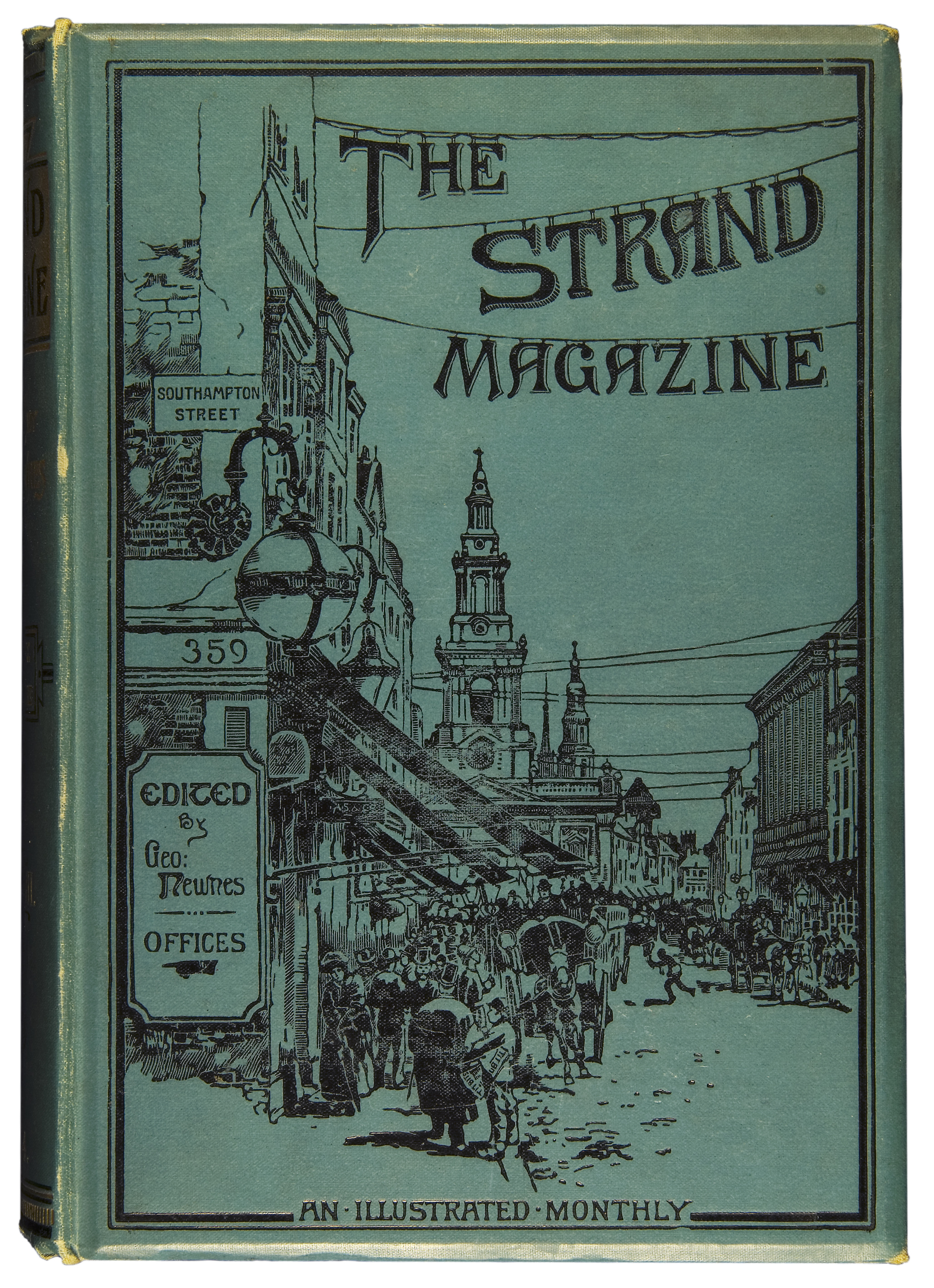
ストランド・マガジン（1894年版）

『ストランド・マガジン』（The Strand Magazine ）は、かつてイギリスで出版されていた月刊誌。ジョージ・ニューンズ（George Newnes、1851年 - 1910年）により、家族で愉しめるように一般大衆向けに創刊され、1891年1月から1950年3月までの60年間発刊した。

## 略史
『ストランド・マガジン』は、創刊時、全ページに挿絵が施され、宣伝文句は「6ペンスの価格で、1シリング相当の価値を持つ月刊誌」であった。
しかしながら、第二次世界大戦中には用紙の配給制限を受け、判型を縮小するなどの対策を講じたものの、コスト増が経営を圧迫し、資金調達が困難となった結果、1950年に廃刊を迎えた。
その後、半世紀の時を経て、1998年に『ストランド・マガジン』の名称を継承する『ストランド・ミステリー・マガジン』がアメリカ合衆国において季刊のミステリー雑誌として創刊された。

## 作家

### コナン・ドイル
コナン・ドイルによるシャーロック・ホームズシリーズを初めて掲載した雑誌として紹介される向きも多いが、1887年に第1作の長篇『緋色の研究』、1890年に第2作の長篇『四つの署名』が掲載されたのは他の雑誌である。これらは当時あまり評判にならず、第3作に当たる短篇『ボヘミアの醜聞』が『ストランド・マガジン』の1891年7月号に掲載されてから読者の支持を得るようになり、引き続き同誌から発表・連載されていく。最終的には1927年までの約35年の間に、56作がシリーズとして『ストランド・マガジン』に掲載され、ドイルとホームズは不動の人気を得ることになる。

### 多くの寄稿者
ドイル以外の寄稿者としては、19世紀を代表する小説家たちが名を連ねている。
- 科学系作家にして怪奇小説の生みの親であるグラント・アレン (Grant Allen)
- ホームズ休載中に活躍した探偵マーチン・ヒューイットのアーサー・モリスン
- 探偵キャンピオン・シリーズのマージェリー・アリンガム
- 探偵フィリップ・トレントとユーモラスなイラストを描くニコラス・ベントリー (Nicolas Bentley) を生んだE・C・ベントリー
- エルキュール・ポアロを初めとして数多くの探偵を生んだアガサ・クリスティ
- 日本では童話『砂の妖精』で知られるイーディス・ネズビット
- 怪奇小説の傑作短篇を多く著したW・W・ジェイコブズ
- 『ジャングル・ブック』の作者にして詩人のラドヤード・キップリング
- ピーター・デス・ブリードン・ウィムジー卿のドロシー・L・セイヤーズ
- メグレ警視シリーズのジョルジュ・シムノン
- 当時の流行スリラー作家にして超高層ビルに登る姿が印象に残る『キング・コング』の原作者でもあるエドガー・ウォーレス (Edgar Wallace)
- 完璧な執事のジーヴズや探偵マリナーの登場する愉快なユーモア小説で名をはせたP・G・ウッドハウス
- 『アンナ・カレーニナ』や『戦争と平和』のレフ・トルストイ
- SFの父とも呼ばれるH・G・ウェルズ
- 『月と六ペンス』のサマセット・モーム
- ウィンストン・チャーチル

### 挿絵画家
名探偵シャーロック・ホームズのイメージを決定づけた功労者として、挿絵画家のシドニー・パジェットの存在は特筆されるべきである。『ストランド・マガジン』の人気を支えた彼の功績は大きい。
パジェットは、鹿撃ち帽とインヴァネス・コートを身につけたホームズの姿を鮮やかに描き出し、読者の心に強烈な印象を与えた。彼の描くホームズ像は、作品の枠を超え、広く一般に浸透し、今日に至るまで多くの人々に共有されている。
このように、シドニー・パジェットの卓越した画力と独特の表現力は、『ストランド・マガジン』におけるシャーロック・ホームズの視覚的なイメージを確立し、作品の人気を不動のものとする上で、不可欠な役割を果たしたと言えるだろう。